# Grote doosschildpad
De grote doosschildpad (Terrapene carolina major) is een schildpad uit de familie moerasschildpadden (Emydidae). Het is een van de drie ondersoorten van de gewone doosschildpad (Terrapene carolina). De ondersoort werd voor het eerst wetenschappelijk beschreven door Louis Agassiz in 1857.
De grote doosschildpad komt voor in zuidelijke delen van de Verenigde Staten en niet in Mexico.
De schildlengte bedraagt ongeveer achttien centimeter, het schild is tot twaalf centimeter breed. De achterpoten dragen vier tenen.